# 格里芬·格魯克
格里芬·格魯克（Griffin Alexander Gluck，2000年8月24日—）是美國的一位演員。格魯克出生在洛杉磯。他最著名的作品有《私人診所》。